# Påfågelsabborre
Påfågelsabborre (Centrarchus macropterus) är en övervägande insektsätande sötvattensfisk i familjen solabborrfiskar som förekommer i vilt tillstånd i sydöstra USA men är en populär akvariefisk i många länder.

## Utseende
En liten fisk med hög, från sidorna sammantryckt kropp som är olivgrön på ryggen, gradvis avtagande till blekgult på buken. Längs sidorna har den bruna fläckar i flera rader. Rygg- och analfenorna är kraftiga och nästan lika stora; ryggfenan har 11 till 13 taggstrålar, följa av 12 till 15 mjukstrålar, medan analfenan har 7 till 9 taggstrålar och 14 till 16 mjukstrålar. På den bakre, mjuka delen av ryggfenan har mindre fiskar en mörk fläck med brandgul eller röd bård. På krinderna finns en nästan vertikal, mörk linje som går genom ögat. Arten kan bli 29 cm lång och väga 560 g, men är vanligtvis mycket mindre.

## Vanor
Påfågelabborren föredrar sura vatten och finns i träsk, dammar, sjöar (helst med växtlighet) samt lugna vatten i vattendrag, gärna med dybotten. Speciellt i kuststater som Virginia är den vanlig i sura, garvsyrerika, kustnära träsk. Den söker gärna skydd bland vattenvegetation, nedfallna trädstammar, ruttnande löv och dylikt. Födan består av insekter och deras larver, maskar, kräftdjur, småfisk och alger. Arten kan bli över 8 år gammal.

### Fortplantning
Arten blir könsmogen vid ett års ålder. Lektiden infaller vanligtvis i mars till maj vid en vattentemperatur av 14 till 17 °C, men kan påbörjas så tidigt som i februari. Som hos alla solabborrar bygger hanen ett grunt bo på bottnen, där honan lägger sina ägg som hanen sedan bevakar tills de kläcks och under den första yngeltiden. Per säsong kan honan producera mellan 1 900 och 37 500 ägg.

## Utbredning
Påfågelabborren finns i sydöstra USA; dels från sydöstra Missouri över södra Illinois och angränsande delar av Kentucky längs Mississippifloden till östra Texas, Louisiana, Alabama, Georgia och Florida, dels längs östkusten från mellersta och sydöstra Virginia till nordöstra Georgia. Den har dessutom införts till Maryland, West Virginia och nordligaste Virginia.

## Ekonomisk betydelse
Ett visst sportfiske förekommer trots den ringa storleken; framför allt är arten emellertid en populär akvariefisk.